# Lucio Veturio Filone
Lucio Veturio Filone (latino: Lucius Veturius Philo; ... – Roma, 210-209 a.C.) è stato un politico romano della fine del III secolo a.C..

## Biografia
Appartenne alla gens Veturia che contribuì a fare uscire da un lungo periodo di decadenza politica che durava sin dalla sconfitta di Caudio patita da Tiberio Veturio Calvino.
Ascese al consolato come console suffetto nel 220 a.C. insieme a Gaio Lutazio Catulo per sostituire i consoli eletti Marco Valerio Levino e Quinto Mucio Scevola.
In seguito venne eletto dittatore per la convocazione dei comizi consolari. Alla fine dell'estate del 210 a.C. ottenne la censura insieme Publio Licinio Crasso Divite, ma morì senza aver partecipato all'elezione del senato, e non poté compiere alcun atto pubblico.
In seguito un unico rappresentante della gens Veturia ottenne il consolato (Lucio Veturio Filone nel 206 a.C.), e quindi la gens ripiombò nell'oblio.